# Віджанелло (провінція Потенца)
Віджанелло (італ. Viggianello) — муніципалітет в Італії, у регіоні Базиліката, провінція Потенца.
Віджанелло розташоване на відстані близько 370 км на південний схід від Рима, 80 км на південь від Потенци.
Населення — 3057 осіб (2014).
Щорічний фестиваль відбувається останньої неділі серпня, 25 листопада. Покровитель — San Francesco di Paola.

## Демографія
Населення за роками:

Станом на 1 січня 2023 року в муніципалітеті офіційно проживало 35 іноземців з 11 країн, серед них 23 громадяни країн Євросоюзу та 4 громадяни України.

## Сусідні муніципалітети
- Ротонда
- Сан-Северино-Лукано
- Кастеллуччо-Інферіоре
- Лайно-Борго
- Лайно-Кастелло
- Морманно
- Морано-Калабро
- Терранова-ді-Полліно